# Trac
Trac(보통 트랙이라고 발음함)은 오픈 소스 웹 기반 프로젝트 관리 겸 버그 추적 툴이다. 엣지월 소프트웨어가 개발하였다.
Trac은 파이썬 언어로 작성되어 있다. 2005년 중반까지는 GNU 일반 공중 사용 허가서하에 라이선스되었으나, 0.9 버전부터는 수정 BSD 라이선스하에 라이선스되고 있다. 이 라이선스들은 자유 소프트웨어 라이선스들이다.

## 역사
Trac은 CVSTrac의 영향을 받았다.

## 기능
Trac은 버전 관리 소프트웨어의 웹 인터페이스 제공, 각종 개선점과 버그와 같은 프로젝트의 이슈 트래킹, 그리고 마지막으로 위키를 통한 문서 관리 및 각 리소스 연동을 주 기능으로 한다. Trac은 서브버전, Git (소프트웨어), 머큐리얼, 바자 (소프트웨어)와 같은 버전 관리 소프트웨어와 같이 연동될 수 있다. 기존 0.10 버전 이전의 Trac에서는, Trac의 웹 인터페이스의 구현이 클리어실버를 통해 구현되었으나, 0.11 버전 이후로는, 자체 개발한 겐시라는 이름의 템플릿 시스템을 사용하고 있다.

## Trac을 쓰는 이들
Trac은 미국항공우주국의 제트 추진 연구소에서 쓰이고 있다. 여러 딥 스페이스(deep space) 및 니어 스페이스(near space) 프로젝트에 사용되고 있다 한다.

## 티켓
Trac에서는 업무, 소프트웨어 변경, 이슈 같은 것들을 "티켓"(ticket)이라고 부른다. 발행된 티켓들은 각 부서의 팀장에게로 갔다가 팀장에 의해 각 개발 부서원에게 분배되는 식으로 활용된다. 티켓은 서브버전 등의 버전 콘트롤 시스템과 연동되어, 해당 리비전(revision) 번호 등과 링크된다.

## 같이 보기
- 소프트웨어 구성 관리
- 레드마인